# 光华桥 (天津)

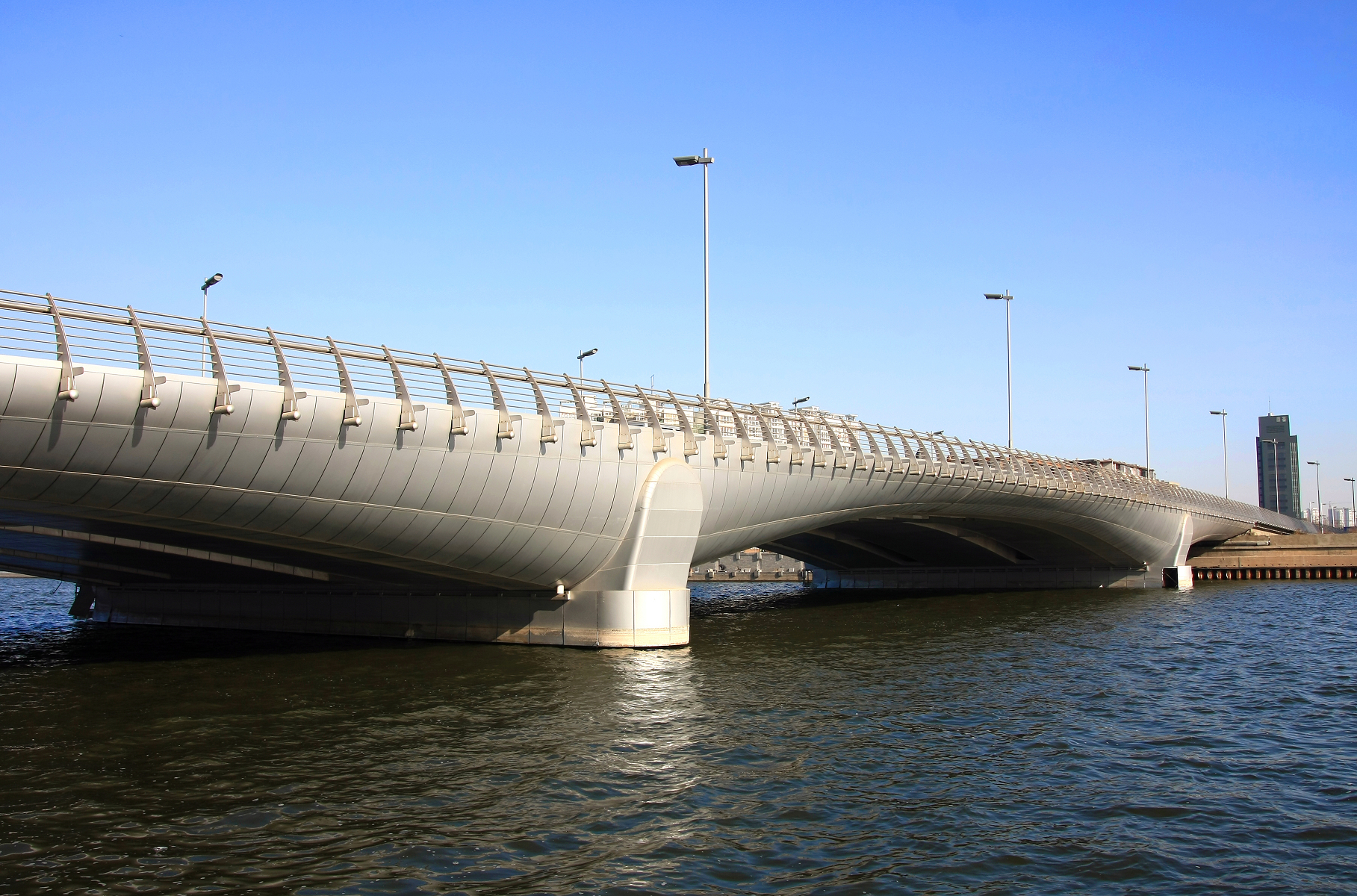
光华侨

39°05′53″N 117°14′04″E / 39.09815°N 117.23439°E光华桥位于天津市河东区和河西区交界处，西接新围堤道，东接东兴路，是天津市中环线上跨海河的一座桥梁。光华桥原名四新桥，始建于1977年。在2007年天津海河综合开发改造工程中，光华桥进行了改造。目前桥整体呈亮银灰色，主桥长度192米。